# Sphinx Hill
Der Sphinx Hill ist ein 145 m hoher, markanter und schwarzer Hügel auf King George Island im Archipel der Südlichen Shetlandinseln. Er ragt etwa 2,5 km nordnordwestlich des Demay Point am Westufer der Admiralty Bay auf.
Erstmals kartiert wurde er im Zuge der Fünften Französischen Antarktisexpedition (1908–1910) unter der Leitung des Polarforschers Jean-Baptiste Charcot. Den deskriptiven Namen in Anlehnung an die ägyptische Sphinx erhielt der Hügel 1954 durch das UK Antarctic Place-Names Committee nach einer durch Commander Frank William Hunt (* 1922) von der Royal Navy in den Jahren zwischen 1951 und 1952 vorgenommenen Vermessung.